# Baltische Fußballmeisterschaft 1908/09
Die baltische Fußballmeisterschaft 1908/09 des Baltischen Rasen- und Wintersport-Verbandes gewann der VfB Königsberg durch ein 1:0-Sieg im Finale gegen den BuEV Danzig. Dies war der zweite Gewinn der baltischen Fußballmeisterschaft für die Königsberger, die sich dadurch für die deutsche Fußballmeisterschaft 1908/09 qualifizierten. Dort schied Königsberg bereits im Viertelfinale nach einer deutlichen 1:12-Niederlage gegen den Berliner TuFC Viktoria 89 aus.

## Modus und Übersicht
Die Vereine im Baltischen Rasensport-Verbandes waren in der Saison 1908/09 erneut in drei regionale Bezirksklassen eingeteilt, deren jeweilige Meister für die Endrunde um die baltische Meisterschaft qualifiziert waren.
| Bezirk              | Bezirksmeister   |
| ------------------- | ---------------- |
| Ostpreußen          | VfB Königsberg   |
| Danzig-Stolp        | BuEV Danzig      |
| Elbing-Marienwerder | Elbinger SV 1905 |

## Bezirk I Ostpreußen
| Pl. | Verein                          | Sp. | S | U | N | Tore    | Quote | Punkte |
| --- | ------------------------------- | --- | - | - | - | ------- | ----- | ------ |
| 1.  | VfB Königsberg (M)              | 4   | 3 | 0 | 1 | 020:500 | 4,00  | 06:20  |
| 2.  | SV Prussia-Samland Königsberg a | 3   | 2 | 0 | 1 | 005:600 | 0,83  | 04:20  |
| 3.  | SC Ostpreußen Königsberg        | 3   | 0 | 0 | 3 | 001:150 | 0,07  | 0:60   |

| (M) | Titelverteidiger Bezirk Ostpreußen |

Entscheidungsspiele Platz 1:
Das Hinspiel fand am 14. März 1909, das Rückspiel am 21. März 1909 und das Entscheidungsspiel am 4. April 1909 statt. Im Hinspiel ging der VfB Königsberg früh in Führung und konnte innerhalb der ersten Viertelstunde bereits drei Tore erzielen. Bedingt wurde dies durch die anfangs zahlenmäßige Unterlegenheit vom SV Prussia-Samland Königsberg, die nur mit neun Spielern begannen, später jedoch vervollständigt wurden. Dadurch war die restliche erste Halbzeit ausgeglichen und jeder Mannschaft gelang noch ein Tor. In der zweiten Halbzeit erzielte der VfB, bedingt durch eine schlechte Leistung von Prussia-Samlans Torhüter, noch sechs weitere Tore. Im Rückspiel auf schlammigen Boden ging der VfB Königsberg zweimal in Führung, Prussia-Samland konnte beide Führungen egalisieren. Allerdings erzielte der VfB nochmals zwei Tore zum 4:2-Halbzeitstand. Kurz nach Wiederanpfiff konnte Prussia-Samland den Rückstand aufholen und zum 4:4 ausgleichen, woraufhin der VfB seinen Torhüter auswechselte. Die Angreifer des VfB scheiterten in Folge an der guten Abwehr von Prussia-Samland, im Gegenzug ging Prussia-Samland durch einen Elfmeter in Führung. Zehn Minuten vor Ende spielte der VfB in Unterzahl, was Prussia-Samland zum Treffer zum 6:4-Endstand nutzte. Im Entscheidungsspiel ging trotz ausgeglichener Anfangsphase der VfB Königsberg in der achten Minute mit 1:0 in Front und konnte auf 3:0 zur Halbzeit erhöhen. In der zweiten Halbzeit konnte Prussia-Samland zwar ein Tor erringen, mit 3:1 entschied der VfB das Entscheidungsspiel und wurde somit zum zweiten Mal ostpreußischer Fußballmeister.
|                | Gesamt |                               | Hinspiel   | Rückspiel | 3. Spiel  |
| -------------- | ------ | ----------------------------- | ---------- | --------- | --------- |
| VfB Königsberg | 17:9   | SV Prussia-Samland Königsberg | 10:2 (4:1) | 4:6 (4:2) | 3:1 (3:0) |

## Bezirk II Danzig-Stolp
| Pl. | Verein                               | Sp. | S | U | N | Tore    | Quote | Punkte |
| --- | ------------------------------------ | --- | - | - | - | ------- | ----- | ------ |
| 1.  | BuEV Danzig b                        | 2   | 1 | 0 | 1 | 010:000 | ∞     | 02:20  |
| 2.  | FA des Fußtourenclubs Pfeil Danzig c | 2   | 1 | 0 | 1 | 007:120 | 0,58  | 02:20  |
| 3.  | BuEV Danzig II                       | 2   | 1 | 0 | 1 | 002:700 | 0,29  | 02:20  |

## Bezirk III Elbing-Marienwerder
| Pl. | Verein          | Sp. | S | U | N | Tore    | Quote | Punkte |
| --- | --------------- | --- | - | - | - | ------- | ----- | ------ |
| 1.  | Elbinger SV 05  | 1   | 1 | 0 | 0 | 012:100 | 12,00 | 02:0   |
| 2.  | SV Marienwerder | 1   | 0 | 0 | 1 | 001:120 | 0,08  | 0:20   |

## Endrunde um die baltische Fußballmeisterschaft
Die Sieger der Bezirke Danzig-Stolp und Elbing-Marienwerder spielten den Meister von Westpreußen aus. Dieser traf dann in einem Finalspiel auf den Sieger des Bezirkes Ostpreußen.
Meisterschaft Westpreußen
| Datum         |                                             | Ergebnis  |                                                          | Ort    |
| ------------- | ------------------------------------------- | --------- | -------------------------------------------------------- | ------ |
| 4. April 1909 | BuEV Danzig (Sieger Bezirk II Danzig-Stolp) | 3:1 (3:1) | Elbinger SV 1905 (Sieger Bezirk III Elbing-Marienwerder) | Danzig |

Baltische Meisterschaft
Vor 1.500 Zuschauern konnte der BuEV Danzig im Vergleich zum Vorjahr eine deutlich bessere Form vorweißen. Beide Vereine hatten keine Ausfälle zu beklagen und konnten mit der besten Mannschaft antreten. In der ersten Halbzeit kam es zu Chancen auf beiden Seiten, Danzig erarbeitete sich ein Chancenplus, scheiterte jedoch am gut aufgelegten Königsberger Torhüter Neumann und an der Königsberger Abwehr. In der zweiten Halbzeit erhöhte sich das Spieltempo. Durch ein Gedränge vor dem Danziger Tor konnte Proctor in der 70. Spielminute den Ball ins Tor befördern. Danzig erhöhte nochmals den Druck, scheiterte aber an der Abwehr und am Torwächter. Somit konnte der VfB Königsberg seinen zweiten baltischen Meistertitel erringen.
| Datum          |                | Ergebnis  |             | Ort                            |
| -------------- | -------------- | --------- | ----------- | ------------------------------ |
| 18. April 1909 | VfB Königsberg | 1:0 (0:0) | BuEV Danzig | Walter-Simon-Platz, Königsberg |